# Megalofrea cinerascens
Megalofrea cinerascens là một loài bọ cánh cứng trong họ Cerambycidae.